# Daewoo Lanos
O Daewoo Lanos é um carro do segmento B, produzido pela sul coreana Daewoo Motors de 1997-2002 e logo após, produzido sob licença em vários países. 
O Lanos foi projetado por Giorgetto Giugiaro e inicialmente, veio em três modelos: Hatchback de três e cinco portas, além de um sedã de quatro portas. O Lanos foi designado com o código de modelo T100, sendo modificado para T150 após atualização do modelo para 1999. Em 2006, uma versão furgão foi produzida na Ucrânia pela ZAZ. O Lanos foi substituído pelo Daewoo Nexia nos catálogos da fabricante. A produção do Lanos como kits de CKD para exportação terminou em 2020, no Egito.

## História

### Origem e Desenvolvimento
Em 1992, a Daewoo terminou sua joint venture com a General Motors e, simultaneamente, tomou a decisão de desenvolver de modo independente, substitutos para a linha de carros da Daewoo na época (todos baseados em modelos da GM). O programa de desenvolvimento do Lanos teve início em 1993, com a intenção de substituir o Nexia nos catálogos da Daewoo.
O projeto teve início com um estudo comparativo de 20 modelos diferentes de diversas fabricantes, como o Toyota Tercel, Opel Astra e Volkswagen Golf. Após isso, quatro estúdios de design foram comissionados para desenhar o novo modelo da Daewoo, demonstrando seu desenho em uma maquete em argila. O desenho da Italdesign, de Giorgetto Giugiaro, foi escolhido, com ela sendo comissionada para fazer todo trabalho de design interno e externo do carro. O aspecto técnico do projeto foi conduzido simultaneamente pela divisão de desenvolvimento da Daewoo na Coreia do Sul e por vários fornecedores envolvidos na construção de componentes específicos, como a AC Rochester (componentes do motor), Delco Chassis Division (freios), GM Powertrain (transmissão automática), Italdesign (carroceria, análises estruturais, sistemas elétricos, construção de protótipos), PARS Passive Rückhaltesysteme GmbH (airbags), Porsche (conceito e pesquisa, análises estruturais, componentes de suspensão e freios, supervisão de produção experimental).
Ao fim de 1995, 150 protótipos haviam sido construídos. O programa de desenvolvimento envolveu extensivos testes em várias localidades. Testes de segurança incluíram testes de estabilidade e durabilidade no Reino Unido e testes de freios em Grossglockner, na Áustria. Testes de baixa temperatura foram executados no Canadá, Suécia (em Arjeplog) e Rússia (em Moscou e Khabarovsk), enquanto os de alta temperatura ocorreram nos Estados Unidos (Vale da Morte), Omã (Nizwa), Austrália (Alice Springs), Espanha (Barcelona) e na Itália (Nardò). O programa foi completado 30 meses antes da aprovação para produção em massa na Coreia do Sul.  

### Lançamento e Produção
O Lanos foi lançado durante o Salão Internacional do Automóvel de Genebra, em março de 1997, designado pelo código da fábrica, T100. O Lanos foi lançado com três versões: hatchback de três e cinco portas, além de um sedã de quatro portas, e motores E-TEC 1.4 8v, 1.5 8v e 1.6 16v disponíveis. Em 1999, o motor E-TEC 1.5 16v foi disponibilizado.
Em meados de 2000, foi feita a primeira reestilização do Lanos, na qual, receberia o novo código da fábrica, T150. A reestilização modificou a carroceria e o interior do carro, recebendo um redesenho nas portas e o uso de lampadas traseiras novas. Já a versão sedã, recebeu modificações na traseira, como novas lanternas e nova tampa do porta malas. O Lanos sedã foi retirado de produção da europa ocidental em 2000, com o Lanos tendo sua produção encerrada na Coreia do Sul em 2002.

### Vendas
O Lanos foi lançado no ensejo da expansão global da Daewoo, sendo vendido em inúmeros mercados. Além de ser vendido na Ásia e na Europa Ocidental, Central e Oriental, o Lanos foi vendido na América do Sul (sendo vendido no Brasil de 1997 a 1999 ), América do Norte, Caribe, Oriente Médio, Norte Africano, Austrália e Nova Zelândia.

## Dados Técnicos

### Motores
Originalmente, os carros foram equipados com motores E-TEC (versão do GM Família I), variando de 1.4 l a 1.6 l, tanto com comando simples quanto com comando duplo.
Em sua produção ucraniana, o Lanos foi equipado com motores nacionais, construídos na Fábrica de Motores de Melitopol (Мелітопольський моторний завод, MeMZ). Esses motores era todos de quatro cilindros, oito válvulas, podendo ser 1.3 l carburado e 1.3 l e 1.4 l injetados.
Em maio de 2011, o Lanos chegava na Ucrânia com um novo motor, o ACTECO-SQR477F, já utilizado no ZAZ Forza. Esses motores geravam 109 cv (mais potentes que os motores que viriam substituir, o A15SMS), com maior torque e gastando menos combustível, além de serem cumprir o padrão europeu de emissões Euro IV.
| Modelo               | Anos      | Especificações              | Potência                   | Torque              |
| -------------------- | --------- | --------------------------- | -------------------------- | ------------------- |
| MeMZ 301             | 2000–2001 | 1.299cc (1.3 L) I4 8v SOHC  | 63 cv (46 kW) a 5.400 rpm  | 101 N⋅m a 3.000 rpm |
| MeMZ 307             | 2001–2017 | 1.299cc (1.3 L) I4 8v SOHC  | 70 cv (51 kW) a 5.400 rpm  | 108 N⋅m a 3.000 rpm |
| MeMZ 317             | 2007–2009 | 1.386cc (1.4 L) I4 8v SOHC  | 78 cv (56 kW) a 5.800 rpm  | 113 N⋅m a 3.000 rpm |
| E-TEC A13SMS         | 1997-2008 | 1.349cc (1.4 L) I4 8v SOHC  | 76 cv (55 kW) a 5.400 rpm  | 115 N⋅m a 3.400 rpm |
| Ecotec F14D4         | 2011-2017 | 1.399cc (1.4 L) I4 8v SOHC  | 102 cv (75 kW) a 5.400 rpm | 115 N⋅m a 3.400 rpm |
| E-TEC A15SMS         | 1997-2017 | 1.498cc (1.5 L) I4 8v SOHC  | 87 cv (63 kW) a 5.800 rpm  | 130 N⋅m a 3.400 rpm |
| E-TEC A15DMS         | 1999-2004 | 1.498cc (1.5 L) I4 16v DOHC | 101 cv (74 kW) a 5.800 rpm | 131 N⋅m a 3.400 rpm |
| Chery ACTECO-SQR477F | 2011-2017 | 1.497cc (1.5 L) I4 16v SOHC | 109 cv (80 kW) a 6.000 rpm | 140 N⋅m a 3.400 rpm |
| E-TEC A16DMS         | 1997-2017 | 1.598cc (1.6 L) I4 16v DOHC | 107 cv (78 kW) a 6.000 rpm | 145 N⋅m a 3.400 rpm |

### Transmissão
Originalmente, o Lanos vinha com a transmissão Daewoo D16, manual, de cinco velocidades. Também foi oferecido a transmissão automática ZF 4HP16 e a GM 4T40E, ambas de quatro velocidades (esta última, a partir de 2011).

### Suspensão
A suspensão dianteira é uma MacPherson, com amortecedores hidráulicos telescópicos,  molas helicoidais, braço de controle e barra estabilizadora. Já a suspensão traseira é semi-independente por eixo de torção, com, amortecedores hidráulicos, molas helicoidais, braços longitudinais e barra estabilizadora. A suspensão foi baseada na utilizada no Daewoo Nexia, que são as mesmas utilizadas no Vauxhall Astra Mk.2 GTE.

### Modelos e equipamentos
Quatro modelos estiveram disponíveis durante a produção do Lanos: S, SE, SE Plus, SX e Sport. O S era um modelo básico e não incluía muitos equipamentos (como CD Player e vidros elétricos). O SE tinha poucos equipamentos a mais que o S. O modelo SX já recebia equipamentos como rádio com CD Player e toca-fitas, vidros elétricos, retrovisores elétricos, faróis de neblina e teto solar (este último em somente algumas unidades).

Nos últimos anos de produção (2001 e 2002), o Lanos SE e SX foram substituídos pelo modelo Sport, que tinha equipamentos similares aos do SX, porém, incluía assentos de couro vermelho/preto e detalhes metálicos no painel. Também foram instalados os controles do vidro elétrico nas portas, ao invés de estarem no console central.

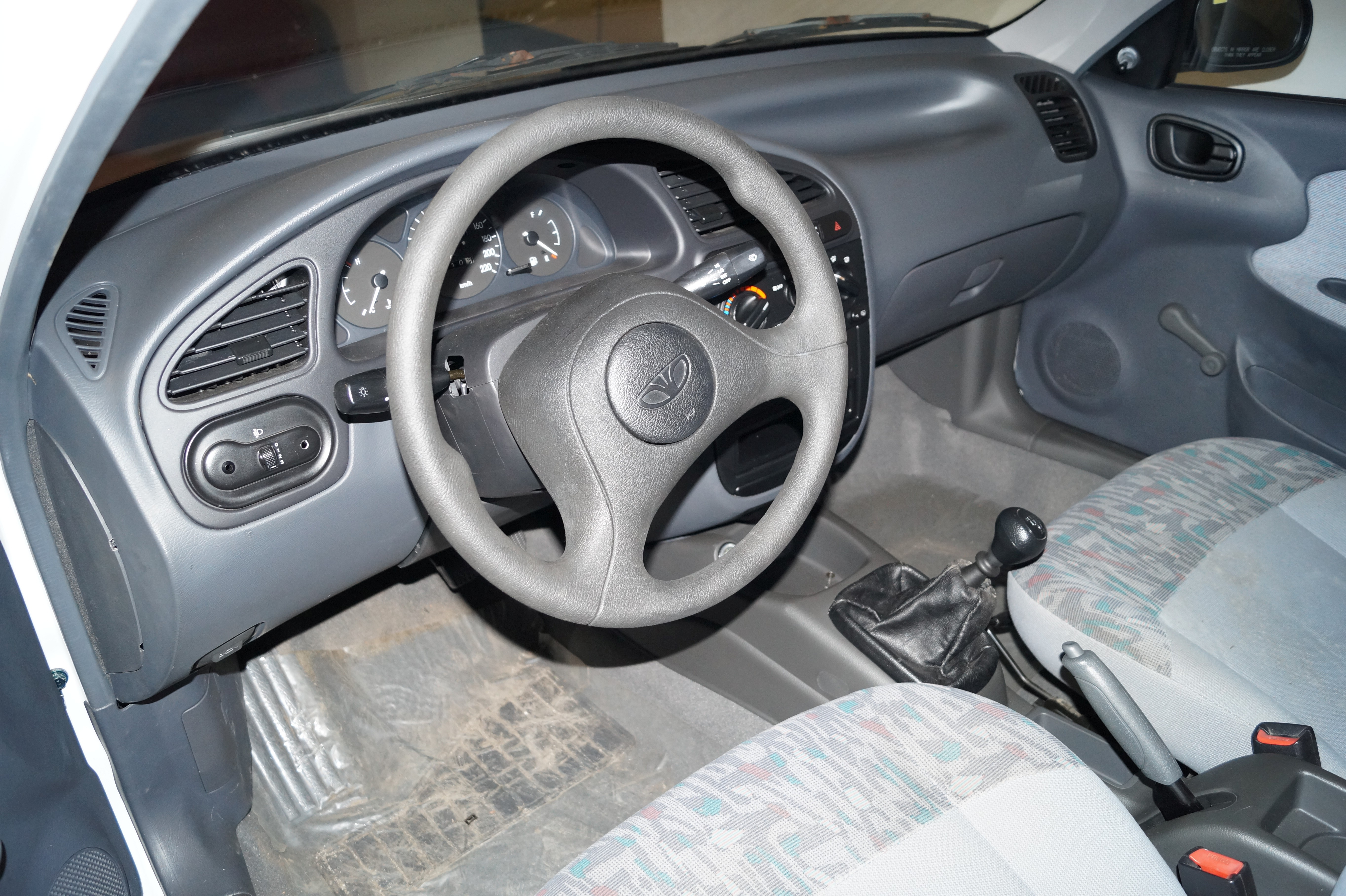
Interior do Daewoo Lanos (versão de entrada)
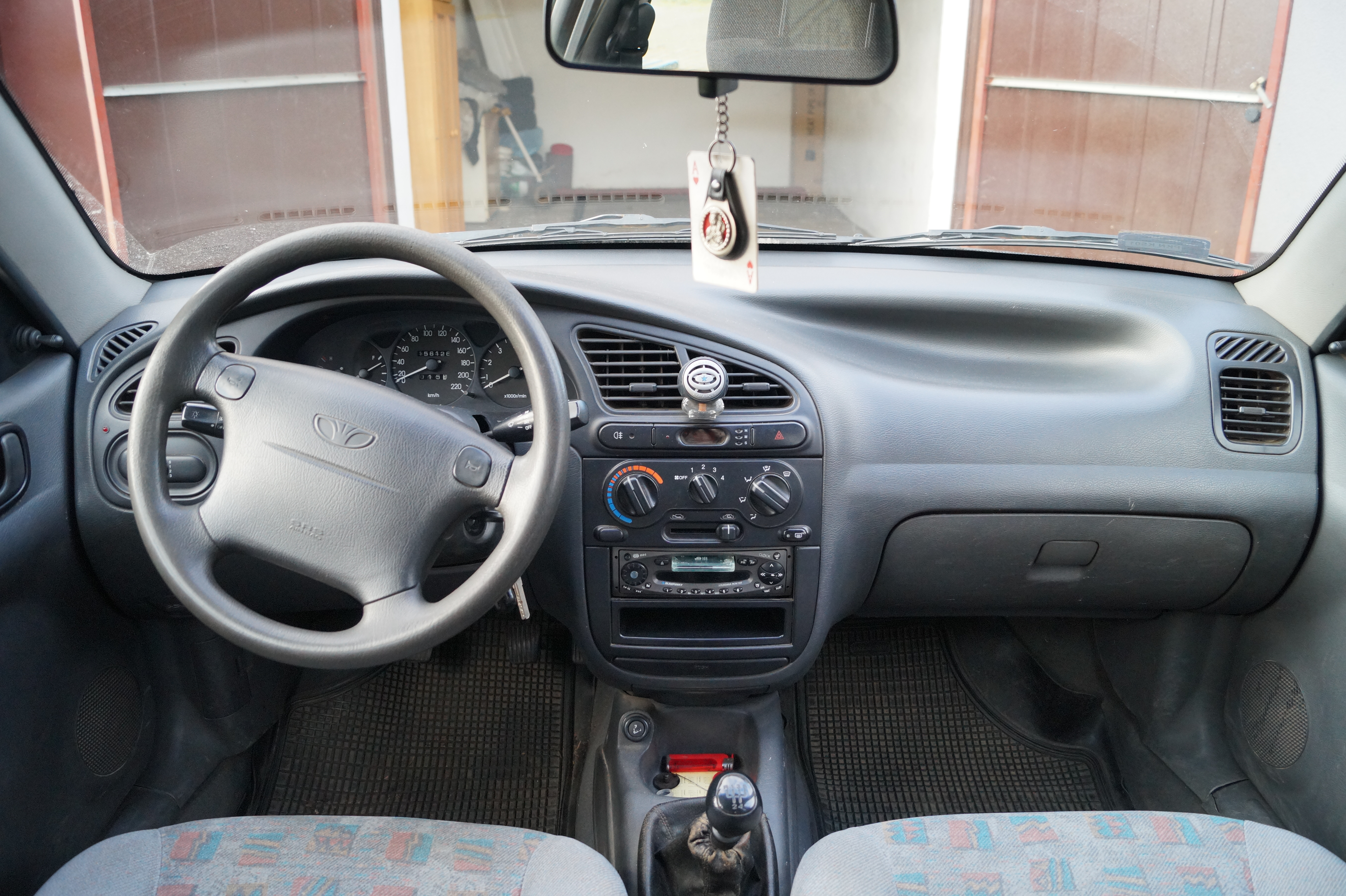
Interior do Daewoo Lanos (versão mais avançada)

## Produção no Exterior
Além da Coreia do Sul, o Lanos foi produzido na Polônia (1997 a 2008), Ucrânia (1998 a 2017), Rússia (1998 a 2000) e Egito (1997 a 2020). Maioria da produção inicial foi feita usando kits CKD, na qual eram fornecidas para a FSO (Polônia), ZAZ (Ucrânia), TagAZ (Rússia), Daewoo Motors Egypt e GM Egypt (Egito) e a VIDAMCO (Vietnã).

### Egito

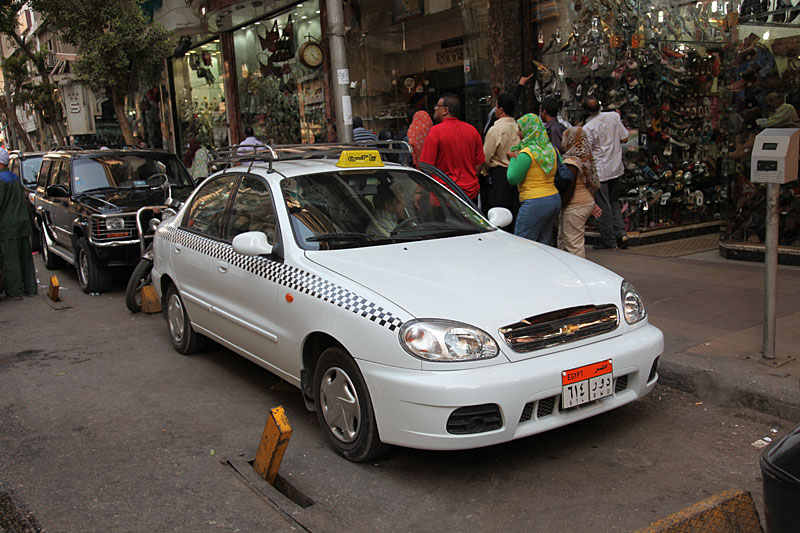
Chevrolet Lanos, utilizado como taxi em Cairo

Desde o fim de 1998, a fábrica da Daewoo Motors Egypt, em Cairo, começou a montagem do Lanos, tanto em sua versão de quatro ou cinco portas, todas com o motor E-TEC A15SMS. A versão sedã de quatro portas esteve disponível nas seguintes versões:
- SX: Com todos os opcionais, mais transmissão automática;
- S: Com ar condicionado, direção hidráulica, rádio com toca fitas e transmissão manual.

Já a versão hatchback de cinco portas (chamada de Juliet), vinha com todos os opcionais da versão SX, porém, com transmissão manual.
No final de 2000, uma nova versão do Lanos foi lançada, reestilizada (tanto a frente quanto a traseira). Esta versão foi chamada de Lanos II no Egito. O Lanos II, em sua versão SE, vinha com todos os opcionais do SX e transmissão manual. As versões com transmissão automática foram descontinuadas após o lançamento do Lanos II. A reestilização incluiu a versão sedã de quatro portas e o hatchback Juliet, de cinco portas. O Juliet foi produzido até 2005.
Entre 2000 e 2001, saiu uma versão básica do Lanos II, um sedã de quatro portas com somente com o rádio com toca-fitas de opcional; este modelo era vendido para órgãos governamentais por um preço mais baixo que a versão de entrada anterior.
Em 2008, a produção do Lanos foi assumida pela GM Egypt, que começou a produzir na planta da cidade de 6 de Outubro, usando kits CKD vindos da Ucrânia.

### Polônia
O Lanos chegou à Polônia em 30 de setembro de 1997, via montagem de kits SKD nas instalações da Daewoo-FSO. Inicialmente, somente as versões com motor 1.5l 8v e 1.6l 16v chegaram e a porcentagem de componentes nacionalizados era de somente 6%. Já em 1998, a produção do Lanos saltou para o uso 60% de componentes nacionalizados. A taxa de nacionalização subiu para 71% em 1999 e 91% ao fim de 2000.
Em outubro de 1999, um lote de 180 Lanos produzidos na FSO foi exportado para a Eslováquia. Com o tempo, o Lanos seria exportado para a República Tcheca, Eslovênia, Croácia, Itália, Alemanha, Espanha, França e Hungria. Em 2000, a exportação do Lanos para a Ucrânia começou, com 1300 carros exportados somente no primeiro ano.
A versão hatchback de três portas foi construída até 2002, sendo feita por kits CKD. No mesmo ano, a versão com o motor 1.5 8v foram descontinuadas, devido a impossibilidade de adaptar o motor aos requerimentos do padrão de emissões Euro III.

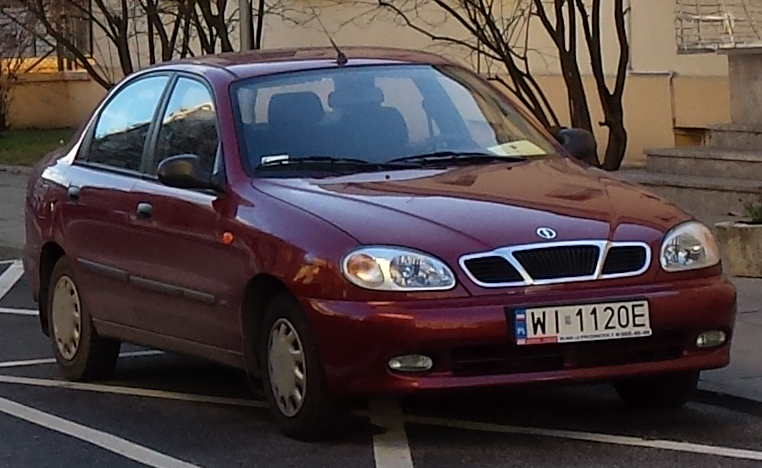
FSO Lanos

#### FSO Lanos
Com a saída da Daewoo do consórcio com a FSO em 2004, foi decidido que o Daewoo Lanos seria vendido dali para diante como FSO Lanos. As primeiras unidades com a nova marca chegaram as concessionárias em outubro de 2004. Em 2005, o o motor 1.5 16v foi descontinuado, devido ao mesmo ser importado da Coreia do Sul. Os modelos exportados para a Ucrânia ainda eram disponibilizados com motor 1.5 8v e 1.6 16v e com as marcações da Daewoo (apesar de algumas unidades com marcas da FSO terem sido exportadas para a Ucrânia), enquanto no mercado polonês, vinham motores 1.4 8v e 1.6 16v produzidas pela planta da Daewoo na Romênia.
Com a troca da marca, foi lançada a versão FSO Edition, disponível de do fim de 2004 ao início de 2005, baseado no hatchback de cinco portas, com motor 1.4 8v. O modelo contava com emblemas dourados da FSO, direção hidráulica, freio ABS, airbags para o motorista e passageiro, sensor de estacionamento, rodas de liga leve, vidros fumê, interior especial, travas e vidros elétricos, rádio com CD player, para-choques na mesma cor da carroceria e spoiler traseiro.
Em 22 de abril de 2004, a General Motors fechou um acordo com a FSO, cedendo os direitos de produção do Lanos e do Matiz até 2006, com direitos nas vendas até meados de 2007. O acordo garantiu o direito da FSO de exportar os carros e manter o suprimento de peças de reposição por mais sete anos. Porém, entre 2006 e 2007, os direitos de produção foram estendidos novamente até o fim de 2008 e dos de venda, até meados de 2009. 
Em 26 abril de 2007, a FSO lançou o Lanos Plus. Comparado com o modelo de entrada, o Lanos Plus se distinguia pelos para-choques, grade e frisos na mesma cor da carroceria, sensor de estacionamento, interior especial, faróis de neblina, rádio com CD player e airbag para o motorista. A versão hatchback de cinco portas do Lanos Plus vinha com o motor 1.4 8v, pintado em vermelho ou preto, interior com detalhes vermelhos, spoiler traseiro e lanternas fumê, já a versão sedã de quatro portas vinha com o motor 1.6 16v, pintado e com detalhes internos,  em prata ou dourado, trava elétrica e apoio para o braço para os bancos frontais. De meados de 2008 até o fim da produção, somente o Lanos Plus foi disponibilizado no mercado polonês.
A FSO, devido ao desenvolvimento do Chevrolet Aveo e o final do acordo de licenciamento, finalizou a produção do Lanos em 3 de outubro de 2008. O ferramental de produção foi vendido para a ZAZ, da Ucrânia. No total, 148.913 unidades do Lanos foram construídas pela FSO, na Polônia.

### Rússia
Em 1998, a companhia russa TagAZ começou a montar três modelos da Daewoo: o Lanos, o Nubira e o Leganza, sendo vendidos pela marca Doninvest. O Lanos foi oferecido na Rússia pelo nome Doninvest Assol, sendo propelido por motores 1.5 8v e 1.6 16v, sendo construídos pela TagAZ em uma antiga fábrica de colheitadeiras em Taganrog. Em 2000, após problemas financeiros, a TagAZ decidiu encerrar a produção de modelos da Daewoo, focando em uma parceria com a Hyundai.
Várias unidades do ZAZ Sens foram construídas para exportação para a Rússia, sendo renomeados lá como Chevrolet Lanos, sendo vendidos nas concessionárias da General Motors. Em 1 de julho de 2009, esses carros começaram a ser oferecidos com o nome ZAZ Chance, vendidos por uma representante direta da ZAZ na Rússia. Na Rússia, o Lanos (e depois, Chance), esteve no terceiro lugar como carro importado mais popular.

### Ucrânia
Em dezembro de 2000, a ZAZ comprou a licença de produção e venda do Daewoo Lanos (T150), com a montagem utilizando, incialmente, peças providas pelas FSO, da Polônia. O modelo licenciado, o T150, era uma versão modernizada da versão sedã de quatro portas, com os motores 1.5 8v e 1.6 16v. Nos meados de 2001, foi lançado o Daewoo L1300, que se tratava de um Lanos sedã construído na Polônia com um motor ucrâniano MeMZ 301, 1.3 l, carburado, gerando 63 cv (46 kW), no ano seguinte, o motor carburado foi substituído por um motor injetado MeMZ 307, 1.3 l, gerando 70 cv (51 kW). Esses motores eram acoplados a uma transmissão manual de cinco velocidades, de produção ucraniana. Em 2002, o carro foi renomeado como Daewoo Sens.
Em 2006, começou a ser produzida uma versão furgão do Sens. Essa versão tinha a mesma cabine e frente da versão de passageiros do Sens, mas com a traseira modificada para comportar um grande compartimento de carga. Esta versão era somente oferecida com o motor 1.5 8v na Ucrânia, enquanto na Rússia, ele também era oferecido com o motor MeMZ-307 do Daewoo L1300 (que também foi para o ZAZ Sens). A partir de 2009, o modelo foi oferecido no mercado ucraniano pela marca ZAZ.
Em 2007, no Kiev Motor Show, um protótipo com uma carroceria mais moderna, chamado ZAZ Lanos M, foi apresentado. O lançamento dessa versão do Lanos foi planejada para 2009, mas o Lanos M jamais saiu do estágio de protótipo. No mesmo show, também foi apresentado um protótipo do ZAZ Lanos 1.4, que seria equipado com um motor mais moderno, o MeMZ-317, 1.4 l, injetado, gerando 78 cv (56 kW), acoplado a uma transmissão Daewoo D16, manual, de cinco velocidades. Este último foi lançado em 2009, como Daewoo Lanos 1.4, sendo construído da mesma forma que o Sens e o L1300 (chassis construído na Polônia, pela FSO, com mecânica ucraniana).

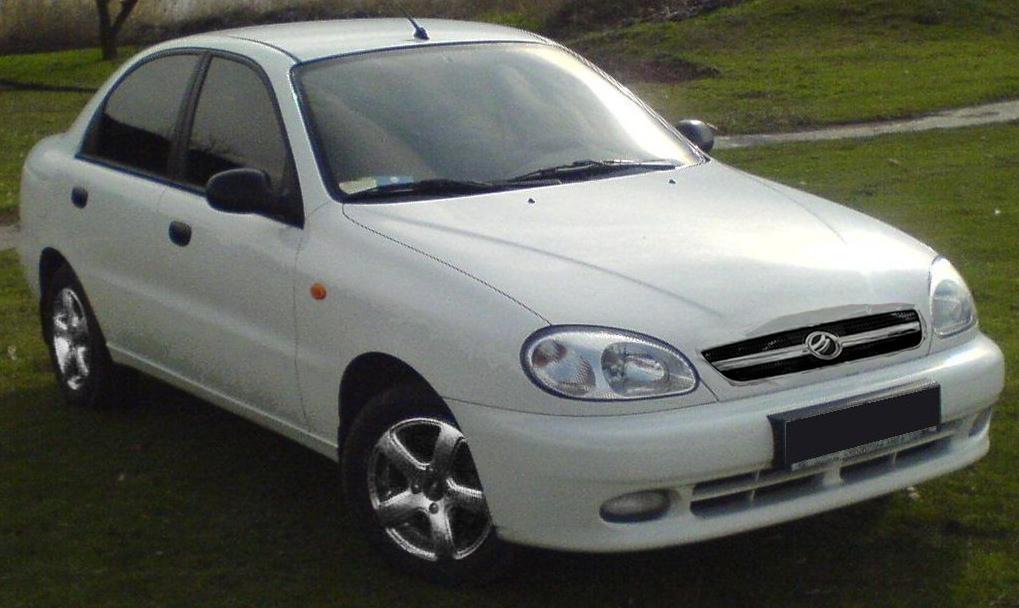
ZAZ Sens

#### ZAZ Sens
Após o fim da produção do Lanos pela FSO, em outubro de 2008, o ferramental do Lanos foi adquirido pela ZAZ, possibilitando a produção massiva do carro na Ucrânia, que começou em março de 2009. Nesse ensejo, o carro foi renomeado como ZAZ Sens, tendo o emblema da ZAZ montado diretamente na grade do Lanos (ao invés de ser no capô, como é em outras versões do Lanos). No mesmo ano, a ZAZ começou a suprir kits CKD para a GM Egypt, que mantinha a produção do Lanos no Egito. 
No fim de 2011, foi lançado o ZAZ Sens 1.4 SX. Esse carro contava com um motor 1.4  16v Ecotec F14D4, da General Motors (utilizado no Chevrolet Aveo e Opel Astra) e transmissão automática Aisin, de quatro velocidades. Esse motor sofreu algumas modificações, feitas pelos engenheiros da ZAZ, como aumento da compressão e modificações no comando de válvulas e na unidade do acelerador eletrônico, possibilitando que o motor rode com gasolina local e tenha um consumo de combustível menor. 

#### Fim de Produção
Ao fim de 2017, a produção do Lanos na Ucrânia foi descontinuada, devido a queda da demanda por carros novos criada pela baixa nas tarifas de importação de carros usados do exterior, além da crise econômica que afetava o país na época.

## Ver Também
- Daewoo Nexia